# Citlalli Toledo
Citlalli Toledo (Ciudad de México) es una cantante  y compositora mexicana con formación jazzística.

## Trayectoria
Es egresada de la Escuela Superior de Música de Bellas Artes con especialidad en canto y scat jazz, tiene influencia de otros géneros como el folk, el pop, y el hip hop.
Además de ser solista, participa en bandas como Xavier (grupo de soul/hip hop), Iraida Noriega y la groovy band y Las Billies.
Es maestra de canto y composición, y vocal coach del Ensamble de música contemporánea del Tecnológico de Monterrey Campus Ciudad de México.
También trabaja en doblaje de canciones, haciendo adaptación y dirección, en empresas como Netflix y Discovery Kids.

### Discografía
- Acordes y coordenadas vol. 1 (2015)
- Adelante (2016).
- Antes y después de todos (2020).[5]
- Mudanza (en colaboración Xavier, 2013)